# Jean-Charles Desessartz
Jean-Charles Desessartz ou des Essartz est un médecin français, docteur régent de la faculté de Paris, membre de l'Institut, né le 29 octobre 1729 à Bragelogne (Aube) et mort le 12 avril 1811 à Paris.

## Famille
Il épouse Claire Gabriel Delacroix, native de  Bragelogne le 14 mars 1721, et morte à Paris le 14 février 1799, âgée de 77 ans. Leur fille Anne Catherine Calixte Des Essartz a épousé le 1er septembre 1778, le docteur Jean-Baptiste Dumangin (ou du Mangin) (1744-1826) ; elle est morte le 19 novembre 1788, à l'âge de 26 ans.

## Biographie
Orphelin sans fortune, Jean-Charles Desessartz peut, grâce à quelques âmes charitables, terminer ses études au collège de Beauvais, à Paris. Il commence ses études médicales à Paris en 1750, mais se fait recevoir docteur à Reims, où les examinateurs sont plus indulgents. Il exerce son art à Villers-Cotterets, puis à Noyon, avec le titre de médecin du duc d'Orléans qui le protège et qui lui facilite l'entrée à la Faculté de médecine de Paris.
À Paris, il est professeur de chirurgie en 1770, de pharmacie en 1773. Il devient en 1776 doyen de la faculté de Paris. Le docteur des Essartz est suspendu temporairement, le 23 mars 1777, de ses fonctions de doyen, par un arrêt du Parlement, au cours du procès engagé entre la Faculté et Guibert de Préval.
Le 3 brumaire an IV (25 octobre 1795), Il est membre de l'Institut national de France, il devait présenter plusieurs rapports sur les moyens de lutter contre la petite vérole, sur l'inoculation, sur le traitement des maladies nerveuses par l'électricité.
En 1799, il habite à Paris, Cul-de-Sac Sourdis, n° 18 rue des Fossés.
C'est par une note de bas de page de son Mémoire sur le croup (1807) qu'il fait connaître la composition du sirop admis au Codex, en 1837, sous le nom de sirop d'ipécacuanha composé (le sirop de Desessartz). C'est Louis-René Delondre, reçu maître apothicaire en 1781, qui, selon M. Bouvet, met au point le sirop.
Composition du sirop : ipéca, coquelicot, serpolet, séné ; eau de fleur oranger, contre la coqueluche, aurait guéri Georges Cuvier. 
Il meurt à l'âge de 81 ans à Paris. Son éloge est prononcé par Georges Cuvier.

## Source
Cet article comprend des extraits du Dictionnaire Bouillet. Il est possible de supprimer cette indication, si le texte reflète le savoir actuel sur ce thème, si les sources sont citées, s'il satisfait aux exigences linguistiques actuelles et s'il ne contient pas de propos qui vont à l'encontre des règles de neutralité de Wikipédia.